# Hormonologie
L'hormonologie est une branche de la biochimie clinique qui étudie les anomalies hormonales. Le laboratoire d'hormonologie travaille en collaboration avec le service d'endocrinologie.
Entre autres anomalies on trouve :
- les dysfonctionnements cortico-surrénaliens ;
- les dysfonctionnements thyroïdiens ;
- les dysfonctionnements hypothalamo-hypophysaires (qui recoupent les deux précédents) ;
- etc.